# Giải bóng đá hạng nhì quốc gia Cộng hòa Síp 2011–12
Giải bóng đá hạng nhì quốc gia Cộng hòa Síp 2011–12 là mùa giải thứ 57 của bóng đá hạng nhì Cộng hòa Síp. Ayia Napa giành danh hiệu đầu tiên.

## Thay đổi đội bóng từ mùa giải 2010–11
Các đội thăng hạng Giải bóng đá hạng nhất quốc gia Cộng hòa Síp 2011–12
- Aris Limassol
- Nea Salamina
- Anagennisi Deryneia

Các đội xuống hạng từ Giải bóng đá hạng nhất quốc gia Cộng hòa Síp 2010–11
- AEP Paphos
- Doxa Katokopias
- APOP Kinyras

Các đội thăng hạng từ Giải bóng đá hạng ba quốc gia Cộng hòa Síp 2010–11
- Champions: Ethnikos Assia
- Runners-up: Enosis Neon Parekklisia, Ayia Napa

Các đội xuống hạng Giải bóng đá hạng ba quốc gia Cộng hòa Síp 2011–12
- ASIL Lysi
- Digenis Morphou
- Adonis Idaliou

## Bảng xếp hạng
| Vị thứ | Đội                         | St | T  | H  | B  | BT | BB | HS  | Đ   | Ghi chú                                               |
| ------ | --------------------------- | -- | -- | -- | -- | -- | -- | --- | --- | ----------------------------------------------------- |
| 1      | Doxa Katokopias             | 26 | 14 | 8  | 4  | 36 | 20 | +16 | 50  | Tham gia Bảng Thăng hạng                              |
| 2      | Ayia Napa                   | 26 | 14 | 7  | 5  | 39 | 17 | +22 | 49  | Tham gia Bảng Thăng hạng                              |
| 3      | AEP Paphos                  | 26 | 15 | 4  | 7  | 40 | 23 | +17 | 49  | Tham gia Bảng Thăng hạng                              |
| 4      | PAEEK FC                    | 26 | 9  | 9  | 8  | 24 | 28 | -4  | 36  | Tham gia Bảng Thăng hạng                              |
| 5      | Onisilos Sotira             | 26 | 9  | 7  | 10 | 23 | 26 | -3  | 34  |                                                       |
| 6      | Othellos Athienou           | 26 | 9  | 7  | 10 | 30 | 31 | -1  | 34  |                                                       |
| 7      | Akritas Chlorakas           | 26 | 9  | 7  | 10 | 37 | 40 | -3  | 34  |                                                       |
| 8      | Ethnikos Assia              | 26 | 9  | 7  | 10 | 29 | 38 | -9  | 34  |                                                       |
| 9      | APEP                        | 26 | 9  | 6  | 11 | 26 | 38 | -12 | 33  |                                                       |
| 10     | Omonia Aradippou            | 26 | 7  | 11 | 8  | 40 | 34 | +6  | 32  |                                                       |
| 11     | Chalkanoras Idaliou         | 26 | 6  | 14 | 6  | 28 | 29 | -1  | 32  |                                                       |
| 12     | APOP Kinyras (R)            | 26 | 13 | 4  | 9  | 41 | 23 | +18 | 311 | Xuống hạng Giải bóng đá hạng ba quốc gia Cộng hòa Síp |
| 13     | Enosis Neon Parekklisia (R) | 26 | 7  | 7  | 12 | 21 | 33 | -12 | 28  | Xuống hạng Giải bóng đá hạng ba quốc gia Cộng hòa Síp |
| 14     | Atromitos Yeroskipou (R)    | 26 | 1  | 4  | 21 | 10 | 44 | -34 | 42  | Xuống hạng Giải bóng đá hạng ba quốc gia Cộng hòa Síp |

St = Số trận; T = Thắng; H = Hòa; B = Thua; BT = Bàn thắng; BB = Bàn thua; HS = Hiệu số; Đ = Điểm

1 APOP Kinyras bắt đầu giải đấu với việc bị trừ 6 điểm vì họ không đáp ứng tiêu chuẩn tài chính. Ngày 6 tháng 10 năm 2011, APOP Kinyras bị trừ thêm 3 điểm vì quyết định của FIFA. Ngày 2 tháng 4 năm 2012, APOP Kinyras bị trừ thêm 3 điểm vì một quyết định khác của FIFA. source

2 Ngày 29 tháng 3 năm 2012, Atromitos Yeroskipou bị trừ 3 điểm vì quyết định của FIFA.

Cập nhật gần đây nhất: 2 tháng 4 năm 2012

Nguồn: CFA

### Bảng Thăng hạng
| XH | Đội                                | Tr | T  | H | T  | BT | BB | HS | Đ  | Lên hay xuống hạng                                               | Thành tích đối đầu |
| -- | ---------------------------------- | -- | -- | - | -- | -- | -- | -- | -- | ---------------------------------------------------------------- | ------------------ |
| 1  | Bản mẫu:Fb team Ayia Napa (C)      | 32 | 20 | 7 | 5  |    |    |    | 67 | Lên chơi tạiGiải bóng đá hạng nhất quốc gia Cộng hòa Síp 2012–13 |                    |
| 2  | Bản mẫu:Fb team Doxa Katokopia (P) | 32 | 18 | 8 | 6  |    |    |    | 62 | Lên chơi tạiGiải bóng đá hạng nhất quốc gia Cộng hòa Síp 2012–13 |                    |
| 3  | Bản mẫu:Fb team AEP Paphos (P)     | 32 | 17 | 4 | 11 |    |    |    | 55 | Lên chơi tạiGiải bóng đá hạng nhất quốc gia Cộng hòa Síp 2012–13 |                    |
| 4  | Bản mẫu:Fb team PAEEK              | 32 | 9  | 9 | 14 |    |    |    | 36 |                                                                  |                    |

Nguồn:CFA

#### Kết quả
| S.nhà ╲ S.khách | Bản mẫu:Fb team AEP Paphos | Bản mẫu:Fb team Ayia Napa | Bản mẫu:Fb team Doxa Katokopia | Bản mẫu:Fb team PAEEK Bản mẫu:Fb r Đội |  |  |  | Bản mẫu:Fb r Đội |  |  |  | Bản mẫu:Fb r Đội |  |  |  | Bản mẫu:Fb r Đội |  |  |  |  |

Cập nhật lần cuối: ngày 5 tháng 5 năm 2012.
Nguồn: 
1 ^ Đội chủ nhà được liệt kê ở cột bên tay trái.
Màu sắc: Xanh = Chủ nhà thắng; Vàng = Hòa; Đỏ = Đội khách thắng.

## Thống kê mùa giải

### Cầu thủ ghi bàn
Including Số trận on ngày 24 tháng 3 năm 2012; Nguồn: CFA Lưu trữ ngày 23 tháng 4 năm 2012 tại Wayback Machine
| Vị thứ | Cầu thủ                                   | Câu lạc bộ                | Số bàn thắng |
| ------ | ----------------------------------------- | ------------------------- | ------------ |
| 1      | Andreas Kyprianou                         | Omonia Aradippou          | 13           |
| 2      | Ângelo                                    | Akritas Chlorakas         | 12           |
| 3      | Edward Mashinya                           | APOP Kinyras              | 11           |
| 4      | Adul Baldé                                | Doxa Katokopias           | 9            |
| 4      | Bonifácio                                 | Doxa Katokopias           | 9            |
| 4      | Spencer                                   | Ethnikos Assia            | 9            |
| 4      | Miguel VarBBs                             | AEP Paphos                | 9            |
| 4      | Milton Mendes                             | PAEEK FC/Doxa Katokopias  | 9            |
| 4      | Kyriacos Chailis                          | Omonia Aradippou/PAEEK FC | 9            |
| 4      | Lajos Terjék                              | Ayia Napa                 | 9            |
| 4      | Dormushali Saidhodzha                     | AEP Paphos                | 9            |
| 12     | Richard Chorvatovič                       | Onisilos Sotira           | 7            |
| 12     | Obadiah Tarumbwa                          | APOP Kinyras              | 7            |
| 12     | Riera                                     | APOP Kinyras              | 7            |
| 12     | Demos Demosthenous                        | Onisilos Sotira           | 7            |
| 16     | Juanjo                                    | APEP                      | 6            |
| 16     | Egola Mbela                               | Othellos                  | 6            |
| 16     | Bản mẫu:Country data NBB Joshua Izuchukwu | APEP                      | 6            |
| 16     | Martinos Solomou                          | Ayia Napa                 | 6            |
| 16     | Sotiris Vourkou                           | PAEEK FC                  | 6            |